# Liste der Kulturdenkmale in Bosau
In der Liste der Kulturdenkmale in Bosau sind alle Kulturdenkmale der schleswig-holsteinischen Gemeinde Bosau (Kreis Ostholstein) und ihrer Ortsteile aufgelistet (Stand: 10. März 2025).

## Legende
In den Spalten befinden sich folgende Informationen:
- Objekt-ID: die Nummer des Kulturdenkmales
- Lage: die Adresse des Kulturdenkmales und die geographischen Koordinaten. Kartenansicht, um Koordinaten zu setzen. In der Kartenansicht sind Kulturdenkmale ohne Koordinaten mit einem roten Marker dargestellt und können in der Karte gesetzt werden. Kulturdenkmale ohne Bild sind mit einem blauen Marker gekennzeichnet, Kulturdenkmale mit Bild mit einem grünen Marker.
- Offizielle Bezeichnung: Bezeichnung des Kulturdenkmales
- Beschreibung: die Beschreibung des Kulturdenkmales
- Bild: ein Bild des Kulturdenkmales

## Sachgesamtheiten
| Objekt-ID      | Lage                                                                                       | Offizielle Bezeichnung | Beschreibung | Bild                             |
| -------------- | ------------------------------------------------------------------------------------------ | ---------------------- | --- | -------------------------------- |
| 46640 Wikidata | Bischof-Vicelin-Damm 3, 5 (54° 6′ 17″ N, 10° 25′ 44″ O)                                    | Dunkersche Kate        | sog. Dunkersche Kate mit Nebengebäude; reetgedecktes Fachwerkgebäude um 1800 mit nebenstehendem kleinen Wandständerbau, dem sog. Altenteil, wohl. 19. Jh. - Begründung: geschichtlich, städtebaulich, Kulturlandschaft prägend - Schutzumfang: Rauchkate (Dunker'sche Kate) (Bischof-Vicelin-Damm 3), Altenteilerkate (Bischof-Vicelin-Damm 5) | BW                               |
| 40676 Wikidata | Pastor-Piening-Weg 4, 10, Helmoldplatz 3, Pastor-Piening-Weg (54° 6′ 25″ N, 10° 25′ 30″ O) | Kirche St. Petri       | Kirche St. Petri; Kirche 1151 gegründet, romanische und barocke Hauptbauphasen, Pastorat erbaut 1801, Organistenhaus 1816, Predigerwitwenhaus 1924; Ensemble auf oberer Geländehöhe der in den Plöner See ragenden Halbinsel um die Petrikirche, diese ein gipsgebundener Feldsteinbau mit Langhaus, eingezogenem Chorquadrum und kleiner Apsis, barockem Turm mit geschweifter Haube, umliegend Kirchhof mit Grabmalen, Feldsteinwall und Lindenkranz, südlich des Kirchhofes drei Wohnhäuser von Kirchenbediensteten, das Pastorat, das ehem. Organistenhaus und das ehem. Pfarrwitwenhaus, ausgeführt als eingeschossige Backsteinbauten mit hartem (Halb-) Walmdach - Begründung: geschichtlich, künstlerisch, städtebaulich, Kulturlandschaft prägend - Schutzumfang: Kirche St. Petri mit Ausstattung, Kirchhof mit Grabmalen bis 1870, Feldsteinwall, Lindenkranz (Pastor-Piening-Weg 10), ehem. Organistenhaus (Helmholdplatz 3), Pastorat (Pastor-Piening-Weg 4), ehem. Pfarrwitwenhaus (Pastor-Piening-Weg) | weitere Fotos \| Fotos hochladen |

## Bauliche Anlagen
| Objekt-ID      | Lage                                                 | Offizielle Bezeichnung                        | Beschreibung | Bild                             |
| -------------- | ---------------------------------------------------- | --------------------------------------------- | --- | -------------------------------- |
| 41765          | Am Ehrenmal (54° 5′ 20″ N, 10° 28′ 48″ O)            | Ehrenmal für die Gefallenen beider Weltkriege | Ehrenmal für die Gefallenen beider Weltkriege; 1928, 1963; trapezförmige Anlage in Grünfläche mit Feldsteinturm in Form eines Obelisken und flankierenden Seitenmauern; vor Birkenreihe; mit Vasenpostamenten und Einfriedung - Begründung: geschichtlich, städtebaulich - Schutzumfang: Ehrenmal für die Gefallenen beider Weltkriege, Ehrenmalanlage, Birkenreihe, Vasenpostamente, Einfriedung - Denkmaltyp: Bauliche Anlage | BW                               |
| 35074          | Bergstraße 11 (54° 6′ 34″ N, 10° 30′ 1″ O)           | Scheune                                       | Scheune; 1816; Fachhallenhaus, Außenwände mit Backsteinausfachung, Halbwalmdach - Begründung: geschichtlich, Kulturlandschaft prägend - Schutzumfang: gesamtes Objekt - Denkmaltyp: Bauliche Anlage | BW                               |
| 35075          | Bergstraße 15 (54° 6′ 38″ N, 10° 30′ 4″ O)           | Fachhallenhaus                                | Fachhallenhaus; 1838; Wohn- und Wirtschaftsgebäude in Zweiständer-Konstruktion, Außenwände mit Backsteinausfachung, Halbwalmdach - Begründung: geschichtlich, städtebaulich, Kulturlandschaft prägend - Schutzumfang: gesamtes Objekt - Denkmaltyp: Bauliche Anlage | BW                               |
| 572 Wikidata   | Bichel 1 (54° 4′ 54″ N, 10° 26′ 35″ O)               | Wohnhaus Ehmke-Kasch                          | Alteintragung (Aktualisierung vorgesehen) - Begründung: geschichtlich, Kulturlandschaft prägend - Schutzumfang: gesamtes Äußeres - Denkmaltyp: Bauliche Anlage | BW                               |
| 2859 Wikidata  | Bischof-Vicelin-Damm 3 (54° 6′ 17″ N, 10° 25′ 45″ O) | Rauchkate (Dunker'sche Kate)                  | sog. Dunkersche Kate; um 1800; Zweiständer-Sackdielenkate mit reetgedecktem hohen Walmdach - Begründung: geschichtlich, städtebaulich, Kulturlandschaft prägend - Schutzumfang: gesamtes Objekt - Denkmaltyp: Bauliche Anlage, Sachgesamtheit: Dunkersche Kate | Fotos hochladen                  |
| 41763          | Dorfstraße (54° 4′ 33″ N, 10° 30′ 7″ O)              | Ehrenmal für die Gefallenen beider Weltkriege | Ehrenmal für die Gefallenen beider Weltkriege; um 1920 und nach 1945; in sich abgegrenzte Anlage über längsrechteckigem Grundriss mit rückwärtiger dreiteiliger Mauer aus Feldsteinen mit erhöhtem Mittelteil und Gedenktafel mit den Namen der im Ersten Weltkrieg Gefallenen des Ortes - Begründung: geschichtlich, städtebaulich - Schutzumfang: gesamtes Objekt - Denkmaltyp: Bauliche Anlage                               | BW                               |
| 35062          | Hauptstraße 18 (54° 5′ 25″ N, 10° 28′ 59″ O)         | Fachhallenhaus                                | Fachhallenhaus; 1835; giebelständiges Wohn- und Wirtschaftsgebäude, Fachwerkaußenwände mit Backsteinausfachung, Halbwalmdach - Begründung: geschichtlich, städtebaulich, Kulturlandschaft prägend - Schutzumfang: gesamtes Objekt - Denkmaltyp: Bauliche Anlage | BW                               |
| 32026          | Helmoldplatz 1 (54° 6′ 20″ N, 10° 25′ 32″ O)         | Bauernhof „Brooksches Haus“                   | Bauernhof „Broocksches Haus“; 1846, im Kern älter; Wohn- und Wirtschaftsgebäude in Fachwerk und gelbem Backsteinmauerwerk, reetgedecktes Halbwalmdach, Wohnteil mit zweigeschossigem übergiebeltem Eingangsrisalit; mit Einfriedung und Lindenreihe - Begründung: geschichtlich, städtebaulich, Kulturlandschaft prägend - Schutzumfang: Bauernhof „Brooksches Haus“, Einfriedung, Lindenreihe - Denkmaltyp: Bauliche Anlage    | BW                               |
| 35053          | Helmoldplatz 3 (54° 6′ 21″ N, 10° 25′ 29″ O)         | ehem. Organistenhaus                          | ehem. Organistenhaus; 1816; eingeschossiger Backsteinbau des Klassizismus mit übergiebeltem Zwerchhaus, pfannengedecktes Walmdach - Begründung: geschichtlich, städtebaulich - Schutzumfang: gesamtes Objekt - Denkmaltyp: Bauliche Anlage, Sachgesamtheit: Kirche St. Petri | BW                               |
| 10459 Wikidata | Kiekbusch 2 (54° 4′ 9″ N, 10° 32′ 39″ O)             | Gutshaus                                      | Alteintragung (Aktualisierung vorgesehen) - Begründung: geschichtlich, künstlerisch - Schutzumfang: gesamtes Objekt - Denkmaltyp: Bauliche Anlage | BW                               |
| 2031 Wikidata  | Pastor-Piening-Weg 10 (54° 6′ 25″ N, 10° 25′ 30″ O)  | Kirche St. Petri mit Ausstattung              | Die evangelische Kirche wurde von 1150 bis 1200 erbaut. 1662 wurden Veränderungen im barocken Stil vorgenommen. Im Inneren ein Schnitzaltar aus dem Jahr 1370. Alteintragung (Aktualisierung vorgesehen) - Begründung: geschichtlich, künstlerisch, städtebaulich - Schutzumfang: gesamtes Objekt - Denkmaltyp: Bauliche Anlage, Sachgesamtheit: Kirche St. Petri                                                               | Fotos hochladen                  |
| 2654 Wikidata  | Wilhelm-Wisser-Straße 9 (54° 6′ 12″ N, 10° 35′ 9″ O) | Wilhelm-Wisser-Kate                           | In der Kate ist Wilhelm Wisser aufgewachsen. Alteintragung (Aktualisierung vorgesehen) - Begründung: geschichtlich, städtebaulich - Schutzumfang: gesamtes Objekt - Denkmaltyp: Bauliche Anlage | weitere Fotos \| Fotos hochladen |
| 35076          | Wöbs 31 (54° 4′ 24″ N, 10° 27′ 28″ O)                | Scheune                                       | Scheune; etwa 1920er Jahre; queraufgeschlossene Backsteinscheune mit Spitztonnendach in Pfannendeckung - Begründung: geschichtlich, künstlerisch, städtebaulich - Schutzumfang: gesamtes Objekt - Denkmaltyp: Bauliche Anlage | BW                               |

## Gründenkmale
| Objekt-ID      | Lage                                                | Offizielle Bezeichnung | Beschreibung | Bild            |
| -------------- | --------------------------------------------------- | ---------------------- | --- | --------------- |
| 41762          | An der Friedenseiche (54° 6′ 22″ N, 10° 25′ 33″ O)  | Friedenseiche          | Friedenseiche mit Gedenkstein; 1871; Gedenkbaum zum Ende des Deutsch-Französischen Krieges und zur Reichsgründung - Begründung: geschichtlich, städtebaulich - Schutzumfang: Friedenseiche, Gedenkstein - Denkmaltyp: Gründenkmal   | BW              |
| 20862 Wikidata | Pastor-Piening-Weg 10 (54° 6′ 25″ N, 10° 25′ 31″ O) | Kirchhof               | Alteintragung (Aktualisierung vorgesehen) - Begründung: geschichtlich, Kulturlandschaft prägend - Schutzumfang: Kirchhof, Grabmale bis 1870, Feldsteinwall, Lindenkranz - Denkmaltyp: Gründenkmal, Sachgesamtheit: Kirche St. Petri | Fotos hochladen |

## Quelle
- Liste der Kulturdenkmale in Schleswig-Holstein – Kreis Ostholstein (PDF)

- Karte mit allen Koordinaten:
- OSM |
- WikiMap